# یورگن سوندلین
یورگن سوندلین (انگلیسی: Jörgen Sundelin؛ زادهٔ ۱۵ مارس ۱۹۴۵) قایقران قایق بادبانی اهل سوئد بود.